# Бздюли
Бздюли — деревня в Кировской области России. Входит в состав муниципального образования «Город Киров».

## География
Деревня расположена в 4 км по автодорогам к юго-западу от посёлка Дороничи, бывшего центра сельского округа, и в 15,5 км по автодорогам к юго-западу от центра города Киров. Рядом находится платформа Дачная Горьковской железной дороги.

## История
Деревня была известна с начала XVIII века как починок Мамоновский. Она упоминается в материалах переписи 1710 года как починок Бритовской волости Хлыновского уезда Сибирской губернии. В нём в одном дворе проживало 14 человек обоего пола с фамилией Бздюлёв. 
1-й ревизией в 1722 году учтено 7 ревизских душ в одном дворе. Починок тогда принадлежал Бритовской волости Хлыновского дистрикта Вятской провинции Сибирской губернии.
В 1727 году дистрикты были преобразованы в уезды, а Хлыновский уезд вместе с Вятской провинцией передан Казанской губернии.
Вторая ревизия учла в 1748 году 14 ревизских душ государственных черносошных крестьян, после 1-й ревизии выбыло 4 души.
Третья ревизия в 1763—64 годах учла 21 мужчину и 20 женщин.
В «Списке населенных мест Российской империи», изданном в 1876 году, населённый пункт упомянут как казённая деревня Мамоновская (Бздюли) 1-го стана Вятского уезда Вятской губернии, при речке Чахловице, расположенная в 14 верстах от уездного города Вятки. В деревне насчитывалось 7 дворов и 53 жителя (30 мужчин и 23 женщины).
В 1887 году в деревне Князевского сельского общества Пасеговской волости Вятского уезда проживало 77 человек в 13 дворах. Землевладение было общинным. Занимались земледелием (имелось 36,2 десятины пашни, 7,8 десятин сенокоса, 4,6 десятины выгона, 2,3 десятины усадебной земли, а также 1,2 десятины неудобной земли), скотоводством (9 лошадей, 14 коров, 4 головы мелкого скота). 12 человек занимались местными промыслами (в том числе 5 сундучников), 7 человек — отхожими промыслами. Было 8 грамотных (включая полуграмотных).
В 1915 году деревня Бздюли относилась к приходу села Пасегово.
В 1926 году в деревне Шалаевского сельсовета Вятской волости Вятского уезда проживало 34 мужчины и 28 женщин в 12 крестьянских хозяйствах. В 1939 и 1950 годах деревня принадлежала Шалаевскому сельсовету Кировского района Кировской области. 
В 1978 году деревня входила в состав Дороничевского сельсовета, подчинённого Ленинскому району города Кирова и позднее преобразованного в сельский округ.
В 2008 году Дороничевский сельский округ был упразднён, и деревня передана в подчинение непосредственно Ленинскому району.

## Население
| 1710 | 1763—64 | 1859—73 | 1887 | 1926 | 2002 |
| ---- | ------- | ------- | ---- | ---- | ---- |
| 14   | 41      | 53      | 77   | 62   | 0    |

| 2010 |
| ---- |
| 0    |